# Saison 6 de Downton Abbey
Chronologie
Saison 5
Cet article présente les épisodes de la sixième et dernière saison de la série télévisée britannique Downton Abbey.

## Époque
La saison débute en 1925 et se termine le jour de l'an en 1926.

## Distribution de la saison

### Acteurs principaux
- Hugh Bonneville (VF : Patrick Bonnel) : Robert Crawley
- Michelle Dockery (VF : Ingrid Donnadieu) : Mary Crawley
- Maggie Smith (VF : Mireille Delcroix) : Violet Crawley
- Elizabeth McGovern (VF : Odile Cohen) : Cora Crawley
- Penelope Wilton (VF : Sylvie Genty) : Isobel Crawley
- Laura Carmichael (VF : Anneliese Fromont) : Edith Crawley
- Allen Leech (VF : Yannick Blivet) : Tom Branson
- Jim Carter (VF : Vincent Grass) : Charles Carson
- Brendan Coyle (VF : Pascal Casanova) : John Bates
- Joanne Froggatt (VF : Olivia Luccioni) : Anna Bates
- Kevin Doyle (VF : Jean-François Lescurat) : Joseph Molesley
- Rob James-Collier (VF : Stéphane Pouplard) : Thomas Barrow
- Phyllis Logan (VF : Denise Metmer) : Elsie Hughes
- Sophie McShera (VF : Audrey Sablé) : Daisy Robinson
- Lesley Nicol (VF : Nicole Favart) : Mme Patmore Berryl
- Lily James (VF : Laetitia Godès) : Lady Rose Aldridge
- Raquel Cassidy (VF : Dominique Westberg) : Phyllis Baxter
- Michael C. Fox (VF : Benjamin Jungers) : Andrew Parker
- David Robb (VF : Bernard Alane) : Dr Richard Clarkson
- Matthew Goode (VF : Franck Monsigny) : Henry Talbot

### Acteurs récurrents
- Harry Hadden-Paton (VF : Thibaut Lacour) : Herbert « Bertie » Pelham, Marquis d'Hexham
- Antonia Bernath (VF : Delphine Braillon) : Laura Edmunds
- Samantha Bond (VF : Anne Kerylen) : Lady Rosamund Painswick
- Paul Copley (VF : Christian Peythieu) : M. Mason
- Sue Johnston (VF : Régine Blaess) : Gladys Denker
- Douglas Reith (VF : Bernard Lanneau) : Richard Grey, Lord Merton
- Jeremy Swift (VF : Guillaume Bouchède) : Septimus Spratt
- Patrick Brennan (en) (VF : Cédric Dumond) : M. Dawes
- Sebastien Dunn (VF : Valentin Merlet) : Charlie Rogers
- Victoria Emslie (VF : Delphine Rivière) : Audrey
- Paul Putner : M. Skinner
- Richard Teverson : Dr Ryder
- Howard Ward : Sergent Willis

### Invités
- Adrian Lukis : Sir John Darnley
- Rose Leslie (VF : Jessica Monceau) : Gwen Harding
- Michael Cochrane (VF : Frédéric Cerdal)  : Révérend Albert Travis
- Emma Lowndes (VF : Véronique Piciotto) : Margie Drewe
- Andrew Scarborough (VF : Loïc Houdré) : Tim Drewe

## Épisodes

### Épisode 1:À l'aube d'un nouveau monde
- Royaume-Uni : 20 septembre 2015 sur ITV
- France : 5 décembre 2015 sur TMC[1]
- Québec : 31 mars 2016 sur ICI TOU.TV[2]

- Mark Morrell : Mr Fairclough
- Nichola Burley : Rita Bevan
- Rick Bacon : Philipp Henderson
- Adrian Lukis : Sir John Darnley

Printemps 1925. Le mariage de Carson avec Mrs Hugues se prépare ; la future mariée s'inquiète de la nuit de noces, de son aspect physique et du devoir conjugal. Elle s'en ouvre à Mrs Patmore (qui dit n'y rien connaître) et lui demande d'être son interprète auprès de Carson. Mr Carson lui répond, ému, qu'il aime Mme Hughes et qu'elle est libre de se rétracter. Celle-ci est réticente à fixer une date 
Un grand hôpital souhaite prendre le contrôle de celui de Downtown, ce qui provoque des tensions dans son conseil d'administration, notamment entre Violet et Isobel Crawley. Cora envisage de s'opposer à Violet, au contraire du souhait de Robert.
Mary prend davantage de responsabilités dans la gestion du domaine après le départ de Tom. Elle est menacée et harcelée par Rita Bevan une femme de chambre qui la fait chanter à propos de son escapade avec Tony Gillingham. Lord Grantham règle l'affaire. Il confie à Mary qu'elle a désormais la capacité de diriger Downtown. Le personnel diminue, les recrutements sont difficiles et trop coûteux. Lord Grantham souhaite réduire sa domesticité, ce que Carson déplore. Mrs Denker claironne l'information au personnel, semant le trouble. Thomas s'en inquiète pour lui. Anna est tourmentée, toujours en liberté sous caution. Elle fait une troisième fausse couche ; Bates la rassure.
Mr Mason est expulsé de sa ferme. La famille se rend à la vente aux enchères. Daisy interpelle publiquement le nouveau propriétaire, qui est furieux. Edith envisage de s'installer à Londres pour gérer le magazine dont elle a hérité.

### Épisode 2:Le Piège des émotions
- Royaume-Uni : 27 septembre 2015 sur ITV
- France : 5 décembre 2015 sur TMC
- Québec : 31 mars 2016 sur ICI TOU.TV

Mrs Hughes et Mr Carson s'opposent quant au lieu de leur mariage. Mary insiste pour que celui-ci ait lieu à Downton pour faire honneur à Carson. Mrs Hugues préfère de loin un mariage simple, à leur image.
Les relations entre Edith et son rédacteur en chef, qui la prend de haut, se dégradent. Baxter intercède auprès de Cora pour rattraper la bévue de Daisy et aider Mr Mason, privé de ferme.
Mary prépare la foire aux porcs de Melton. Elle emmène les enfants à la ferme des Drewe. Mrs Drewe est émue de revoir Marigold. Elle ne peut oublier l'enfant. Robert demande à Drewe de retenir sa femme. Mary se préoccupe d'Anna et l'emmène chez un médecin spécialiste qui confirme à Anna sa capacité à concevoir des enfants, au prix d'un cerclage du col de l'utérus.
Thomas, toujours inquiet, tenu à distance par Carson, cherche en vain un nouvel emploi. Il essuie la froideur du jeune valet, Andy.
Cora rallie Isobel dans le conflit l'opposant à Violet pour l'avenir de l'hôpital. Elles sont soutenues par Merton. Pragmatique, elle estime que l'apport de nouveaux moyens médicaux sera bénéfique aux patients, même si cela bouscule les privilèges locaux.

### Épisode 3:En pleine effervescence
- Royaume-Uni : 4 octobre 2015 sur ITV
- France : 12 décembre 2015 sur TMC
- Québec : 31 mars 2016 sur ICI TOU.TV

Mai 1925. Mme Hughes ne se résout pas à se marier à Downtown. Cora provoque, avec elle, une discussion collective. Daisy prépare ses examens, sous l'oeil protecteur de Molesley. Thomas peine à trouver un nouvel emploi. Il déprime.
Edith licencie Skinner son rédacteur en chef, tyrannique et narcissique. Elle fait face dans l'urgence à la publication du prochain numéro. Elle reçoit l'aide inattendue de Bertie Pelham, avec qui elle avait sympathisé pendant la chasse chez Lord Sinderby, croisé à Londres. Edith réalise qu'elle a besoin d'objectifs professionnels.
Anna, de nouveau enceinte, n'en informe pas Bates. Elle souhaite attendre que l'intervention, un cerclage du col de l'utérus au troisième mois, proposée par le médecin, confirme sa chance de mener à bien sa grossesse.
Violet n'a plus d'allié dans le conflit de l'hôpital : Robert ne s'oppose pas à Cora. Isobel se brouille avec Clarkson, qui rejoint finalement sa position.
Cora, excédée par la réunion véhémente à propos de l'hôpital, s'emporte contre Mrs Hughes quand elle la surprend à essayer un manteau dans sa chambre sans sa permission, à l'initiative de Mary. Elle lui présente ses excuses peu après, et lui offre un manteau de mariage.

### Épisode 4:Une histoire moderne
- Royaume-Uni : 11 octobre 2015 sur ITV
- France : 12 décembre 2015 sur TMC
- Québec : 31 mars 2016 sur ICI TOU.TV

Tom reprend ses habitudes. Il souhaite entreprendre. Mary lui fait bon accueil, de même que Robert. Cora se prépare à la prochaine réunion relative à l'hôpital. Violet veut garder son pouvoir. Le dîner familial tourne à l'aigre, entre Violet, d'une part et le reste de la famille. Robert ressent toujours des douleurs au ventre.
L'arrivée inattendue d'un prétendant, Henry Talbot, pilote de course d'automobiles, rend Mary plutôt joyeuse, taquinée par son beau-frère, passionné également de voitures.
Mr Carson et Mrs Hughes étant en lune de miel, Barrow devient provisoirement majordome, ce qui n'enthousiasme pas les domestiques. Il se montre sensible. Andy avoue son rêve de vivre à la campagne.
Gwen, l'ancienne servante devenue, avant guerre, secrétaire grâce au soutien de Sybil, revient par hasard à Downton pour un rendez-vous avec Rosalind. Elle a fait un beau mariage, avec un homme célèbre. Les Crawley ne la reconnaissent pas. Pendant le déjeuner, Thomas, aigri par sa réussite, révèle son ancien emploi pour l'humilier. Gwen se sort très bien de ce mauvais pas, en rappelant l'aide reçue de Sybil. Les Crawley et Tom évoquent le souvenir de Sybil. Lord Grantham blâme Thomas pour son comportement. Il l'invite à pratiquer la gentillesse, pour favoriser la loyauté.
Daisy, inspirée par le parcours de Gwen, est furieuse car elle croit que les Crowley ne confieront pas la ferme libre à Mr Mason. Cora et Robert la rassurent : en l'absence de Mary, la décision est prise. Mr Mason est reconnaissant envers Daisy.

### Épisode 5:Plus de peur que de mal
- Royaume-Uni : 18 octobre 2015 sur ITV
- France : 19 décembre 2015 sur TMC
- Québec : 31 mars 2016 sur ICI TOU.TV

Edith engage une femme rédactrice en chef et retrouve Mr Pelham. Ils s'embrassent.
Mary revoit Mr Talbot ; elle est réticente à l'idée d'épouser un homme en dessous de sa propre condition. Elle apprécie peu le danger des courses d'automobiles. Elle surprend la vérité à propos de Marigold.
Daisy aide Mr Mason à emménager. Mme Patmore propose de l'aider, soutenue par Andy. Mary souligne que les porcs nécessitent de l'énergie. Andy propose spontanément son aide. Il lui faut se former : Thomas découvre qu'il ne sait pas lire. Il lui propose de lui apprendre à lire. Andy ne souhaite pas donner d'espoir à Thomas.
Mme Hughes sollicite un panier de nourriture pour dîner. Mr Carson critique le dîner apporté par Mme Hughes, préparé par Mme Patmore. Il suggère à Mme Hughes, froissée, d'apprendre la cuisine avec Mme Patmore. Les travaux dans la maison de Mme Patmore avancent.
Baxter, accompagnée de Mr Molesley, se rend au procès. Elle est dispensée de son témoignage : Coyle a plaidé coupable.
Violet licencie Denker, qui a insulté Clarkson. Denker reste, en faisant pression sur Spratt. Elle invite à dîner Neville Chamberlain, le Ministre de la Santé dont elle connait la femme, dans l'espoir qu'il appuie ses arguments en faveur de l'indépendance de l'hôpital. Cora refuse d'abandonner la partie, en raison des enjeux. Au cours du dîner, Lord Grantham s'écroule, en sang, son ulcère perforé. Il est conduit à l'hôpital pour une opération urgente, qui se déroule bien.
Tom apprend de Chamberlain que Violet l'a menacé de rendre publique une frasque de jeunesse, en échange du dîner.

### Épisode 6:En toute franchise
- Royaume-Uni : 25 octobre 2015 sur ITV
- France : 19 décembre 2015 sur TMC
- Québec : 31 mars 2016 sur ICI TOU.TV

La journée portes ouvertes à Downtown divise la famille, ainsi que les domestiques.
Lord Grantham est convalescent. Il est contraint de renoncer à l'alcool. Le conseil d'administration de l'hôpital décide du rapprochement et nomme Cora comme présidente, à la place de Lady Violet. Cora redoute la réaction de Violet, laquelle est persuadée que le malaise de Robert a fait pencher la décision en sa faveur. Robert craint que la charge soit trop lourde pour Cora.
Edith poursuit sa relation avec Bertie Pelham, dont la modeste condition sociale n'enchante guère Robert. Mary et Henry Talbot s'embrassent. Henry lui déclare sa flamme. Tom encourage Mary à écouter son cœur. Il oeuvre pour une meilleure entente entre Mary et Edith.
Mr Carson, entre deux allusions au renvoi imminent de Thomas, continue à demander à Mme Hughes d'améliorer ses talents ménagers et culinaires. Ses exigences gastronomiques sont grandes. Robert lui demande d'accélérer le départ de Thomas. Ce dernier accuse le coup.
Daisy aide Mr Mason et se prépare pour ses examens. Mr Mason écrit à Mme Patmore ; Daisy jette la lettre à la poubelle. Daisy se montre discourtoise avec Mrs Patmore, car elle plaît à M. Mason. L'instituteur propose à Mr Molesley de l'aider à l'école. Le cottage (avec téléphone) de Mme Patmore est prêt pour la location.
Curieusement la future belle-fille de Lord Merton souhaite que celui-ci se rapproche à nouveau d'Isobel.
Thomas est soupçonné des pires intentions vis-à-vis du jeune valet Andrew, alors qu'il lui apprend à lire. Carson doute de la parole de Thomas. Celui-ci en est affecté. Baxter reçoit une lettre de Coyle.
Downton ouvre ses portes au public pour récolter des fonds pour l'hôpital, au grand dam de Lord Grantham et de Carson. Ce dernier organise les domestiques pour cet événement. Bertie aide activement les Crawley à organiser efficacement cette journée. Cora, Mary et Edith s'essaient comme guides. Les questions du public attisent leur curiosité.
Lady Violet fait un scandale public en apprenant qu'elle est destituée de toutes ses fonctions dans le nouvel hôpital, car Cora le savait. Elle affirme ne plus jamais vouloir revoir Cora.

### Épisode 7:Aller de l'avant
- Royaume-Uni : 1er novembre 2015 sur ITV
- France : 26 décembre 2015 sur TMC
- Québec : 31 mars 2016 sur ICI TOU.TV

Cora prend ses fonctions de présidente de l'hôpital. Violet passe sa colère en enquêtant sur les raisons de l'invitation d'Isobel au mariage du fils de Lord Merton. Sa fiancée Amélia souhaite que son beau père soit accompagné pour ses vieux jours. Violet démasque devant elle sa manœuvre. Elle en fait part à Isobel. Et file en France. Carson pousse Thomas au départ, ce qui l'abat.
Henry Talbot invite toute la famille à Brooklands, pour la course de voitures à laquelle il participe. Robert y voit l'occasion de sortir, d'assouvir sa curiosité et de mieux connaître Talbot. Avant le départ, Henry embrasse Mary. 
Mme Patmore organise un pique nique pour le déjeuner du jour d'examen de Daisy. Le professeur d'école qui fait passer ses examens à Daisy les fait passer également à Mr Molesley. Andy avoue son illettrisme. L'instituteur lui propose de l'aider. Mr Molesley ayant brillamment réussi son examen, est retenu comme enseignant.
La course de voitures se termine par la mort tragique d'un concurrent, Charlie Rogers, proche ami d'Henry. Mary est soulagée de voir que son prétendant n'est pas la victime. Henry la demande en mariage ; elle lui dit que rien n'est possible entre eux car elle craint trop pour sa vie.
Tom lui conseille d'écouter son cœur.
Après la course, Bertie Pelham demande Edith en mariage. Ravie, elle lui demande un délai de réflexion. Elle souhaite lui dire la vérité à propos de Marigold.

### Épisode 8:Les Sœurs ennemies
- Royaume-Uni : 8 novembre 2015 sur ITV
- France : 26 décembre 2015 sur TMC
- Québec : 31 mars 2016 sur ICI TOU.TV

Le marquis d'Hexham, cousin de Bertie Pelham, meurt à Tanger, sans héritier direct. Bertie, qui n'était que le régisseur, hérite du domaine de Brancaster avec le titre, ce qui le place au-dessus des Grantham. Mary, jalouse de sa sœur fiancée à un futur marquis, malheureuse de sa rupture avec Henry Talbot, révèle à Bertie publiquement, la véritable filiation de Marigold, ce qui provoque la rupture du couple. Bertie reproche surtout à Edith de ne pas lui avoir fait confiance et de lui avoir caché la vérité. Edith expose à sa sœur tout le mal qu'elle pense d'elle et repart pour Londres.
Tom Branson puis Edith s'emportent contre Mary, lui reprochant sa méchanceté, sa jalousie, son orgueil, son art de détruire, sa tyrannie ; et sa lâcheté. Mary est très ébranlée. 
Persuadé qu'elle a agi par dépit, Tom use d'une dernière manœuvre pour la convaincre d'épouser Henry Talbot : convier à Downton Lady Violet qui a toujours compris et influencé Mary. Violet lui vante l'importance de l'amour. Elle lui demande de faire la paix avec Edith et avec elle-même. Mary épouse enfin Henry et souhaite réparer le tort causé à sa sœur, venue assister à son mariage. Edith lui parle avec une intelligence, une profondeur et une sensibilité qui impressionnent Mary.
Mr Molesley fait ses premiers pas comme professeur, dans le chahut d'une classe. Puis Daisy l'écoute parler avec éloquence aux enfants, attentifs. Elle réussit ses examens avec de brillantes notes. 
Les premiers clients de Mme Patmore sont un couple adultère. Elle est bouleversée de l'apprendre de l'agent de police. La réputation de son Bed & Breakfast s'effondre, les réservations sont annulées. Elle est sauvée grâce à Lord Grantham, à sa sœur et à sa femme venus au cottage prendre le thé.
Thomas ne reçoit aucune proposition de travail ; désespéré de devoir quitter Downton, de se savoir mal-aimé, il tente de se suicider en s'ouvrant les veines. Il est sauvé par Baxter et par Mrs Hughes. Il pense qu'il paie sa méchanceté, ce qui ébranle Mary. Lord Grantham et Carson décident de surseoir à son départ. Spratt se révèle à Edith dans une fonction surprenante.

### Épisode 9:Le Plus beau des cadeaux
- Royaume-Uni : 25 décembre 2015 sur ITV
- France : 2 janvier 2016 sur TMC
- Québec : 31 mars 2016 sur ICI TOU.TV

Été 1925. Henry Talbot n'a plus goût au pilotage. Après une discussion avec Violet, Mary et Rosalind arrangent un rendez-vous entre Edith et Bertie à Londres. Le marquis d'Hexham avoue ne pas imaginer vivre sans la cadette de la famille Crawley et renouvelle sa demande en mariage, qu'elle accepte. Robert et Cora partent donc au château de Brancaster rencontrer la mère de Bertie, une personnalité raide.
Avant leur voyage, le comte de Grantham salue le départ de Thomas, recruté dans une autre maison, avec des mots extrêmement chaleureux. De même, John Bates dit à Barrow « Partons en amis et non en ennemis ». Barrow remercie Mr Carson avec émotion. Thomas souhaite aborder la vie autrement.
À Brancaster, la mère de Bertie Pelham fait savoir l'importance qu'elle accorde à la droiture, critiquant la moralité du défunt comte, ce qui met chacun mal à l'aise à cause de Marigold. Edith avoue sa situation à sa future belle-mère, qui désapprouve. Poussée par Bertie, elle salue le courage de sa future belle-fille d'avoir risqué de tout perdre en disant la vérité. Incitée par Robert, elle fait bonne figure au dîner.
À Downton, Henry renonce définitivement à la course automobile en montant secrètement, avec Tom, une concession de ventes d'automobiles. Il en fait la surprise à Mary, ravie, qui lui annonce sa grossesse, tout en lui demandant de garder le secret jusqu'au mariage d'Edith. 
Isobel, sans nouvelle, rend visite à Dickie Merton. Lord Merton souffre d'une anémie pernicieuse, mortelle. Isobel, avec Violet, parvient à soustraire l'homme qu'elle aime aux griffes de sa belle-fille et de son fils. Dickie leur abandonne sa maison et s'installe chez Isobel pour l'épouser. 
Lors du mariage d'Edith, le docteur Clarkson informe Lord Merton que son anémie est bénigne et qu'il vivra.
Alors que Robert s'agace de voir Cora toujours plus accaparée par la présidence de l'hôpital, Rose — revenue à Downton pour les fêtes et pour le mariage d'Edith — emmène Lord Grantham à une réunion avec des habitants. Cora intervient et Lord Grantham se rend compte de la tâche accomplie par son épouse, à laquelle il dit son admiration. Violet félicite également Cora.
Carson, atteint de la maladie de Parkinson, ne parvient plus à cacher son état à la famille. Il offre de démissionner, Robert refuse. Au cours de la fête de mariage, il propose à Carson de prendre sa retraite, de conserver le cottage qu'il occupe avec Mrs Hughes et réembauche Barrow — qui s'ennuie dans son nouveau poste — en tant que majordome de Downton Abbey. Daisy accueille les sentiments d'Andy, présent à la ferme auprès de Mr Mason, lequel est attiré par Mrs Patmore. Mr Molesley devient instituteur à plein temps et reste proche de Phyllis Baxter. Le mariage d'Edith, le soir du Nouvel An est un grand succès. 
Anna perd les eaux et accouche d'un fils dans la chambre de Lady Mary. Celle-ci annonce sa grossesse à sa famille. Edith et Bertie partent en voyage de noces, Tom semble s'intéresser à la charmante rédactrice en chef de sa belle-sœur.